# Paratrechina pubens
Paratrechina pubens är en myrart som först beskrevs av Auguste-Henri Forel 1893.  Paratrechina pubens ingår i släktet Paratrechina och familjen myror. Inga underarter finns listade i Catalogue of Life.

## Bildgalleri

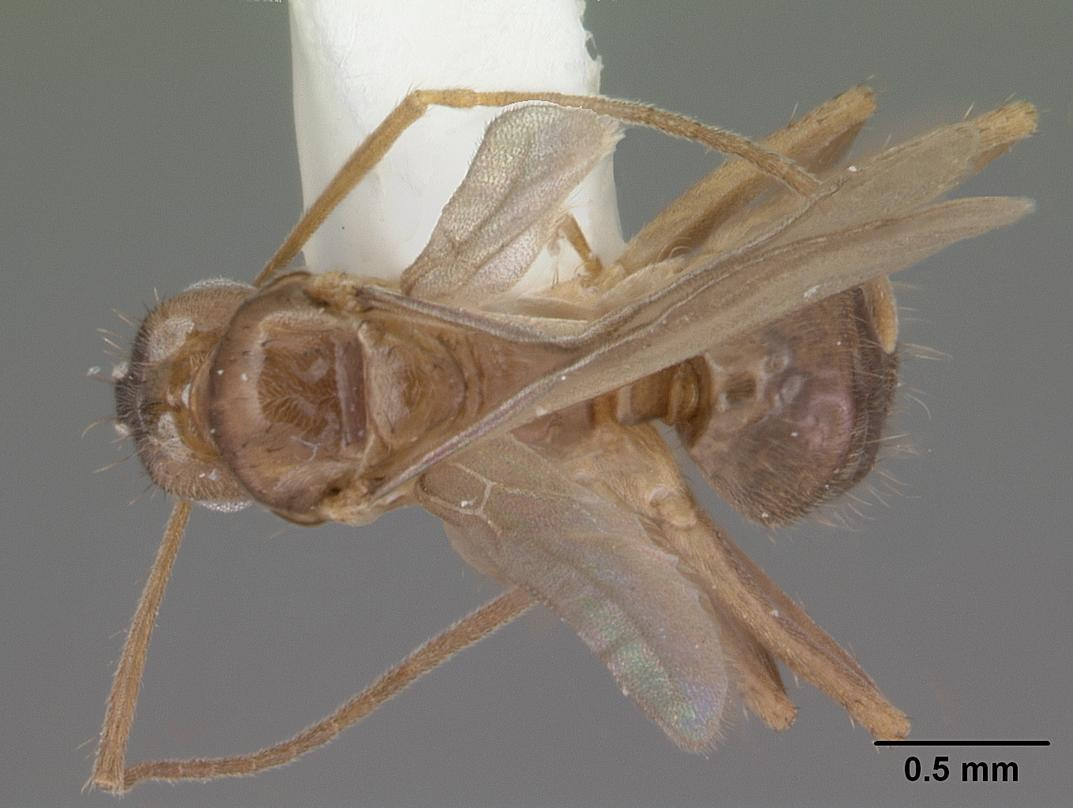
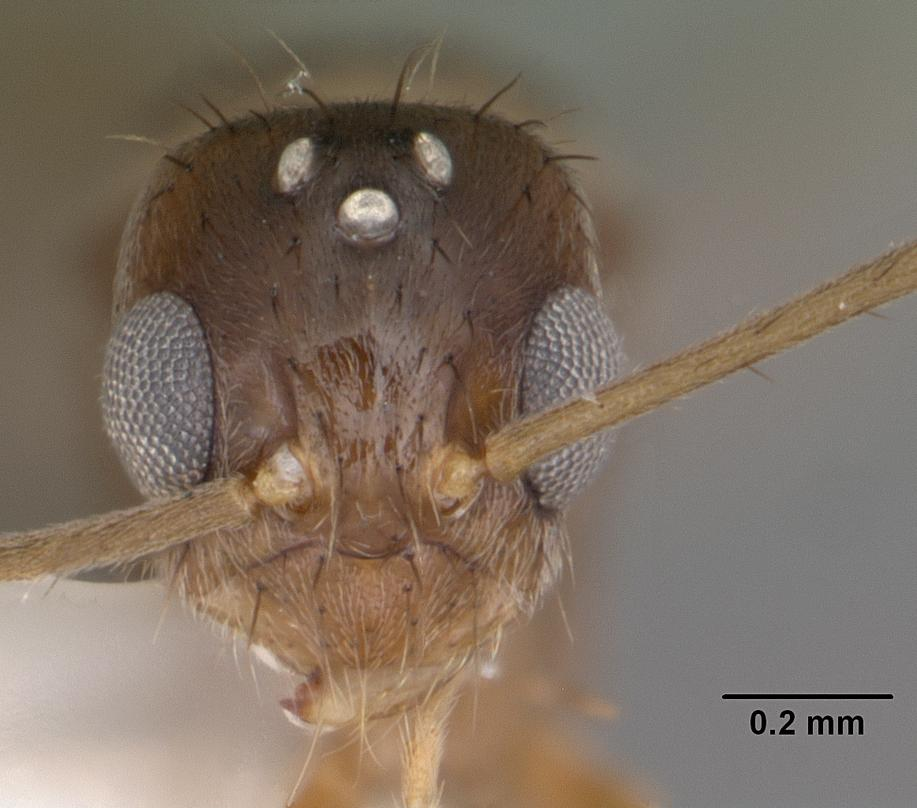
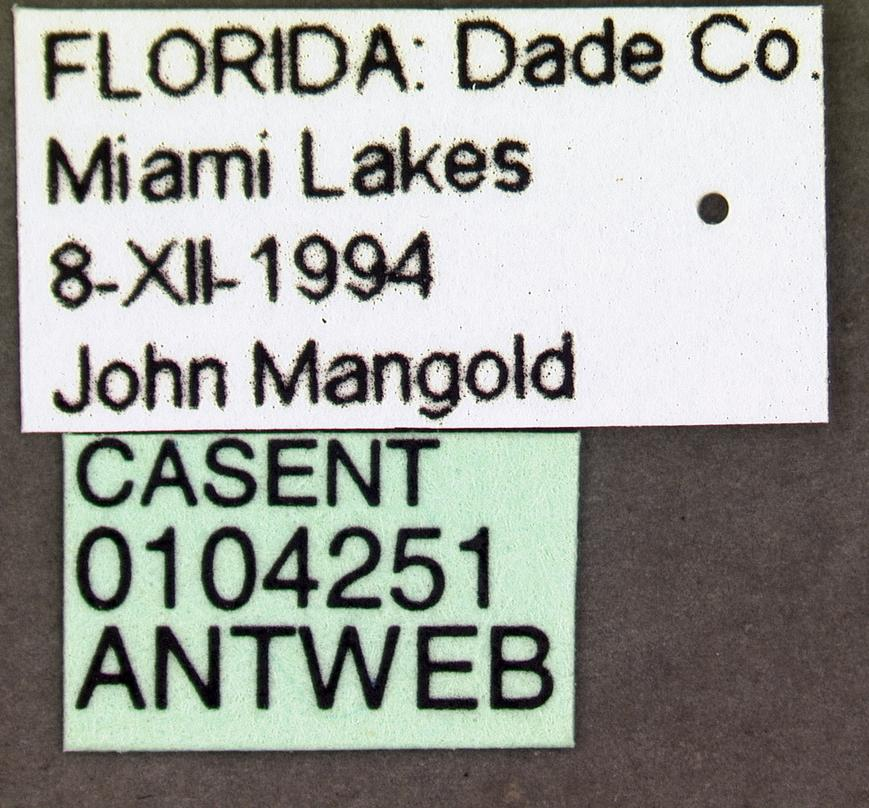
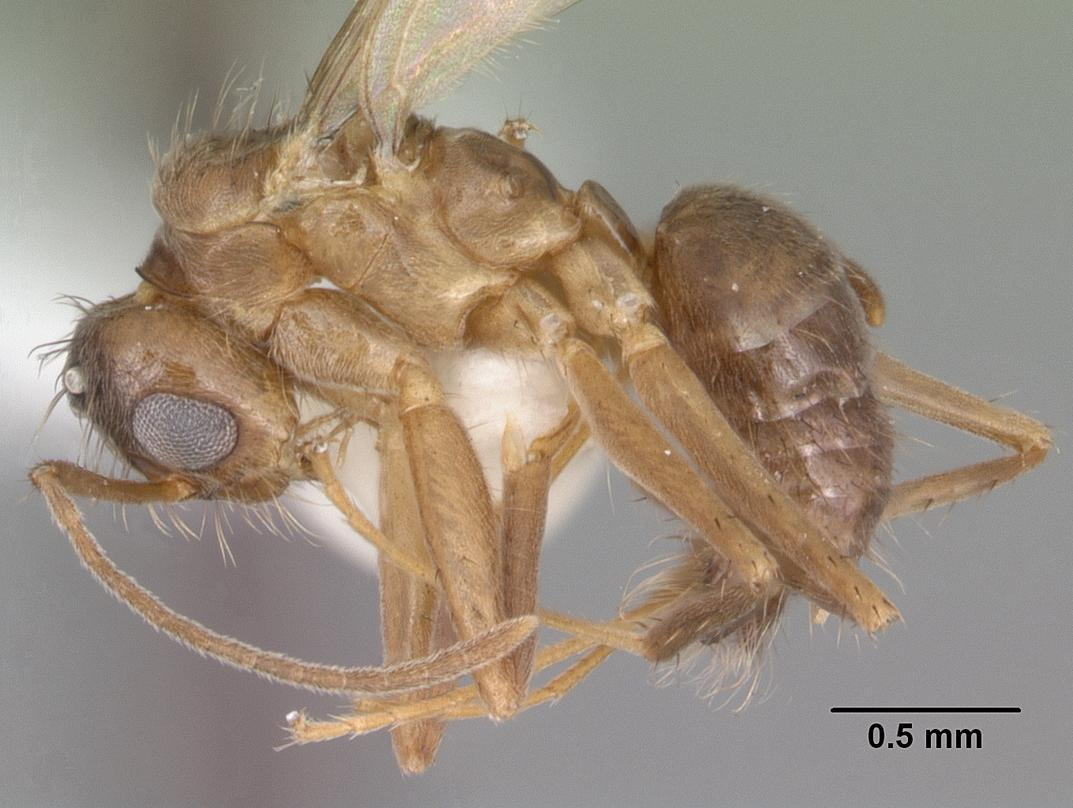
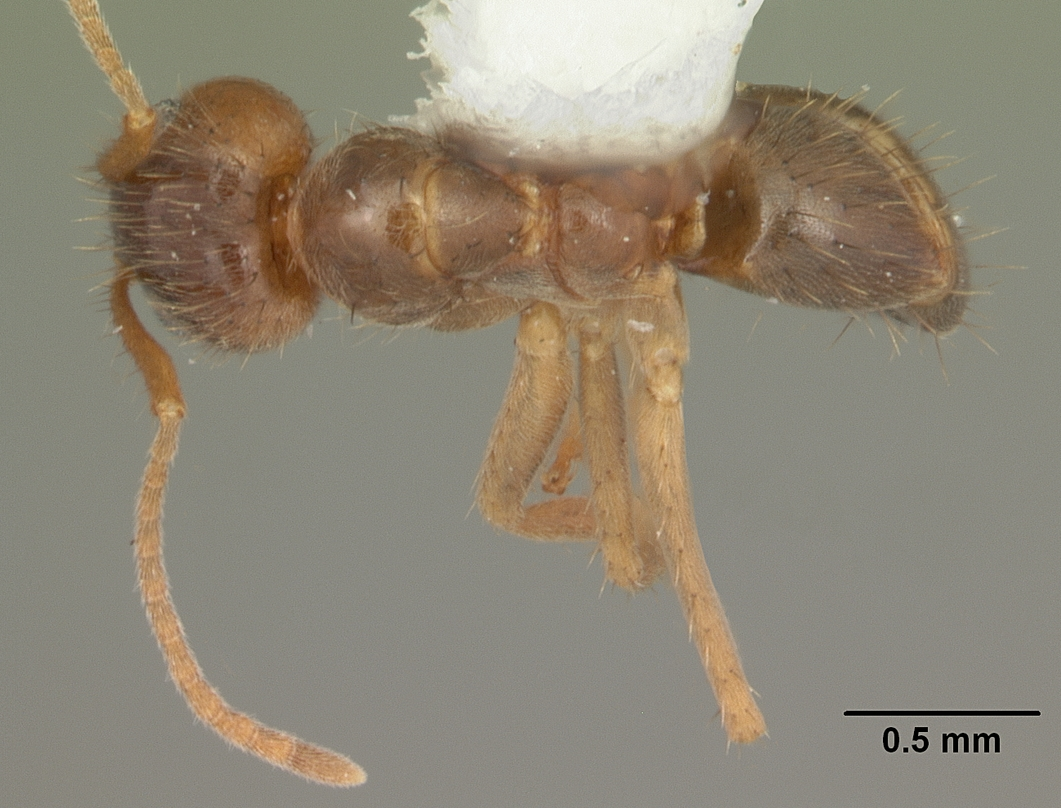
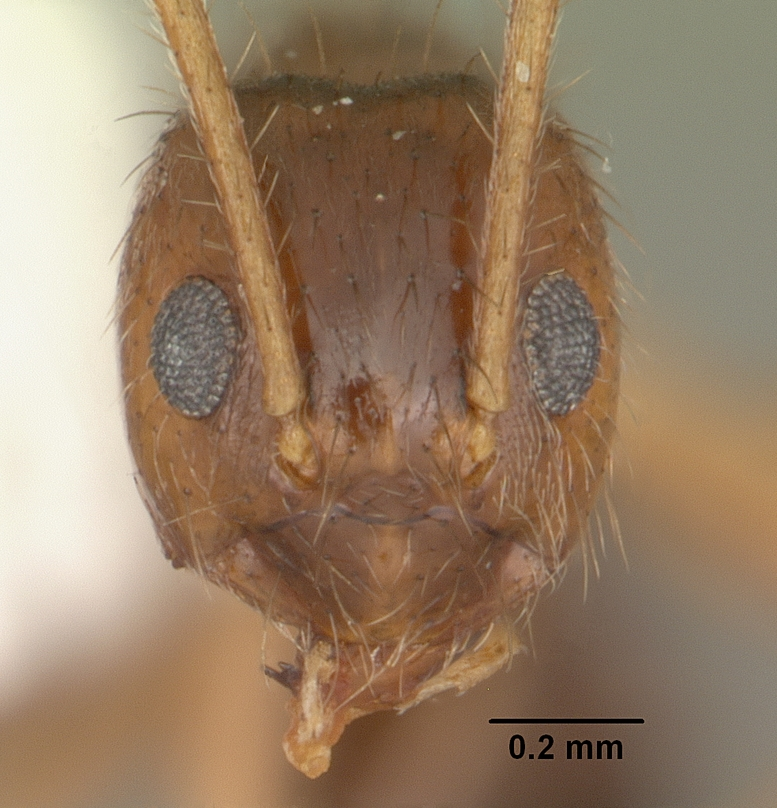